# Dynamena bilamellata
Dynamena bilamellata is een hydroïdpoliep uit de familie Sertulariidae. De poliep komt uit het geslacht Dynamena. Dynamena bilamellata werd in 2000 voor het eerst wetenschappelijk beschreven door Watson. 